# Filip R. Vučković
Filip R. Vučković (Skadar, 15. april 1888 — Beograd, 29. januar 1961) bio je jedan od od prvih školovanih slikara iz Crne Gore.

## Biografija
Rođen je u Skadru, gdje su službovale dvije generacije Vučkovića. Otac mu se zvao Risto, a majka Stefa, rođena Gvozdenović. Imao je osmoro braće i dvije sestre.
Završio je nižu gimnaziju u Bitolju, učiteljsku školu u Skoplju sa položenim ispitom zrelosti, a 1909. godine iz potrebe i unutrašnje nužnosti našao se među đacima učiteljsko-zanatske škole u Beogradu. Nakon dvogodišnjeg pohađanja nastave u slikarskom  odjeljenju, sa najboljim uspjehom od svih kandidata položio je ispit za učitelja crtanja i lijepog pisanja u školskoj 1910/1911. godini.
Za njegove radove štampa je 14. juna 1911. godine pisala da su vrijedni pažnje, da se „iz svakog rada ispoljavaju staloženi osjećaji prilježno izvedeni, bez ugleda na nečiji tuđu tehniku” i da on „za primjer uzima samoga sebe”.
U to vrijeme je domaćin i svojevrsni mentor šest godina mlađem drugu Ristu Stijoviću, koji po dolasku iz Podgorice u Beograd boravi kod Vučkovića.

## Školovanje
„Kontinuirana i permanentna edukacija u obrazovnim institucijama, a ništa manje u evropskim muzejima i galerijama, kanališe prikupljena i osvojena znanja u snažnu podršku Vučkovićevom zapaženom talentu i senzibilitetu, u stameni osolonac njegovom samopouzdanju za vlastita likovna promišljanja i iskaze”, kazala je direktorica Narodnog muzeja, istoričarka umjetnosti i likovna kritičarka, Анастазија Мирановић, na otvaranju izložbe u Njegoševom muzeju na Cetinju, povodom 60 godina od smrti velikog umjetnika, jednog od prvih školovanih slikara iz Crne Gore.
„Studije slikarstva za Filipa Vučkovića nisu bila samo slučajna, usputna šetnja umjetničkim putevima, već istinski poriv, zanos i opredjeljenje koje ga odvodi na minhensku akademiju”, napisala je 1984. godine istoričarka umjetnosti Лидија Јаблан.

### Akademija u Minhenu
Tokom studija na Краљевска баварска академија ликовних уметности u Minhenu, profesor Петер Халм je 9. jula 1914. godine ocijenio je da je Filip Vučković „vrlo vrijedan”, da je „veoma napredovao” i da je njegovo „ponašanje za pohvalu”.
„Nema kod Vučkovića naglih iskoraka, sve ide i slijedi postupnost, u obrazovanju, u iskazu, maniru. Blage tonske modulacije, uglavnom zemljanih tonova, postepeno ustupaju prostor oslobađanju boje i forme, akcentovanim prodorima svjetlosti i većoj izražajnoj ekspresivnosti. Neminovno, duh epohe i akademskog obrazovanja u centrima ondašnje umjetnosti očitavao se u Vučkovićevom stvaralaštvu. Ipak, ovaj talentovani umjetnik je uvijek ostajao privržen sebi, svom osjećaju, ne dozvoljavajući da ga akademizam sputa u finim, poetizovanim iskazima, ekspresijama viđenog i proživljenog. Čitav stvaralački opus Filipa Vučkovića predstavlja intimistički portret jedne epohe – ljudi, mjesta, predjela, atmosfere”, napomenula je dr Анастазија Мирановић.

### Škola lijepih umjetnosti u Parizu
Nakon studija u Minhenu, dvije godine proveo je na "L'Scole Nationale des Beaux-Arts" (Škola lijepih umjetnosti) u Parizu.
"U svim različitim žanrovima, motivima, tehnikama, Filip Vučković ostaje konzistentan i dosljedan vlastitom umjetničkom introspekcijskom pogledu u suštinu stvari, pojava i stanja. Titrajne nemire duše naljepše iskazuje u svojim akvarelima, dok se u crtežima, uglavnom tušem, dominantno ispoljava nervatura, stav, racio", kazala je dr Miranović.

## Izložba jugoslovenskih slikara u Parizu
Njegovi radovi uvršteni su u izložbu jugoslovenskih slikara koja je od 12. aprila do 15. maja 1919. održana u Parizu, zajedno sa radovima Ivana Meštrovića, Vlaha Bukovca, Marka Murata, Rista i Bete Vukanović, Branka Popovića, Save Šumanovića, Mateja Sternena, Emanuela Vidovića. Vučković je na toj izložbi bio zastupljen sa šest radova (četiri akvarela i dva crteža).
"Djelo ovog minhenskog đaka došlo je poput neke priče dubokog ćutanja i tišine do naših dana otkrivajući nam se kao svjedočanstvo vanrednog značaja, svjedočanstvo puno dramatičnosti i sjete sa kojom je bio natopljen njegov stvaralački i životni vijek. Vučković je mnogo putovao, slikao crnogorske pejzaže, Pompeju, Veneciju, Nicu, Pariz, Prag. Na akvarelima i platnima rađenim u ulju najbolje se pokazuju osobine ovog tihog i skromnog, nenametljivog čovjeka i slikara izgrađenih likovnih kvaliteta i kulture, jasno definisanog stava kojim je plijenio uzani krug svojih prijatelja i kolega umjetnika, stava koji se cijeni i pred kojim se s poštovanjem uzmiče", ističe Jablan.

## Prosvjetni rad
Odlukom Ministarstva prosvjete 14. februara 1920. postavljen je za učitelja vještina u Prvoj beogradskoj gimnaziji.
"Promjene na njegovim uljanim platnima kretale su se postupno od 1913. godine prema sve većem oslobađanju boje koja se, između 1938. i 1940. godine, izražena nesuzdržano i direktno na par pejzaža i portreta, može porediti sa najznačajnijim oblicima ekspresionističkih ostvarenja naše istorije umjetnosti. Takav je pejzaž iz starog Beograda („Ulica pod snijegom“), ili portret muškarca gdje se emotivni likovni naboj rasprskava u širokom potezu i različito akcentovanoj kolorističkoj strukturi", zaključila je Lidija Jablan.

## Portretista i zaljubljenik pejzaža
Crnogorski istoričar umjetnosti i likovni kritičar Milan Coko Marović, Vučkovića je okarakterisao kao slikara izrazitog senzibiliteta.
"Njegovao je podjednako crtež i slikarske tehnike - akvarel i ulje na platnu. Bio je značajan portretista, ali i zaljubljenik pejzaža. Njegovo slikarstvo odlikuje bogata koloristička skala, fina izbalansiranost crteža i hromatskih nanosa, te ubjedljiva sklonost ka kompozicionom sređivanju slikanog realiteta. Brza egzekucija i prepoznatljiva ritmika u nanosima boje, sugestivno govore o značajnom majstoru izrazitog senzibiliteta", istakao je Marović.
„Ambijent u kojem je rođen i odrastao, neprestane selidbe još od djetinjstva, s jedne strane su mu otežavale, ali sa druge izvukle ono najbolje iz njega - taj umjetnički poriv koji čini samu suštinu stvaralačkog čina, zahvaljujući kojem je Filip Ristov Vučković stvorio djela izuzetne snage“, kazao je dugogodišnji urednik redakcije kulture u Radio-televiziji Crne Gore Vanja Kovačević.
Umro je u Beogradu 29. januara 1961. godine.